# Сенегальский референдум по премьер-министру (1970)
Референдум по посту премьер-министра в Сенегале прошёл 22 февраля 1970 года после отмены поста в результате референдума 1963 года. Он предполагал восстановление поста премьер-министра в стране. Предложение было одобрено 99,96 % голосов избирателей при явке 95,2 %. После одобрения референдума уже 26 февраля 1970 года Абду Диуф был назначен премьер-министром. Хотя пост был сугубо техническим, впоследствии, после отставки первого президента страны Леопольда Седара Сенгора с 1 января 1981 Абду Диуф автоматически принял его должность.

## Результаты
| Выбор                               | Голоса    | %     |
| ----------------------------------- | --------- | ----- |
| За                                  | 1,261,580 | 99.96 |
| Против                              | 542       | 0.04  |
| Недействительных/пустых бюллетеней  | 4,259     | −     |
| Всего                               | 1,266,381 | 100   |
| Зарегистрированных избирателей/Явка | 1,329,701 | 95.24 |
| Источник: Direct Democracy          |           |       |